# Barbara Moose
Barbara Moose, fransk skådespelare inom pornografisk film.
Barbara Moose medverkade i fler än 70 filmer från debuten 1976 tills hon lämnade branschen 1982.